# Piotr Małachowski
Piotr Małachowski (Żuromin, 7 de junho de 1983) é um atleta polonês, especialista no lançamento de disco, campeão mundial em Pequim 2015 e medalha de prata nos Jogos Olímpicos de Pequim 2008.

## Carreira
Małachowski obteve seus primeiros êxitos no ano de 2006, com marcas expressivas no Torneio de Inverno de Tel Aviv (65,01 m), na Copa Europeia em Málaga, e no Campeonato Europeu de Gotemburgo, com um sexto lugar (64,57 m). Em sua estreia em campeonatos mundiais, em 2007, finalizou a prova do disco em décimo-segundo lugar. Quando se preparava para a temporada de 2008, sofreu uma lesão que o afastou das competições por seis meses.
Apesar do tempo inativo, ainda conseguiu competir nos Jogos Olímpicos de Pequim onde conquistou a medalha de prata com um lançamento de 67,82 m. Para 2009, chegou ao Campeonato Mundial de Berlim como um dos favoritos ao título, finalizando no segundo lugar atrás do alemão Robert Harting. Sua marca de 69,15 m estabeleceu um novo recorde nacional, que pertencia a ele mesmo. Após o mundial ficou ausente o restante da temporada para tratar uma lesão no dedo.
O ano de 2010 resultou bem sucedido para Małachowski, que estabeleceu outro recorde nacional em Gateshead (69,83 m), superou a Robert Harting no Campeonato Europeu de Barcelona, e finalizou vencendo a Liga de Diamante.
No Campeonato Mundial de Daegu, em 2011, chegou a uma nova final  mas realizou apenas três lançamentos que o colocaram apenas na nona posição com uma marca de 63,37 m. Depois de uma segunda medalha de prata mundial em Moscou 2013, finalmente conquistou o ouro e o título mundial em Pequim 2015, com um lançamento de 67,40 m, no mesmo estádio "Ninho do Pássaro" onde havia sido vice-campeão olímpico sete anos antes.